# Battaglia di Grenoble
(Ordine del giorno del Generale De La Tour, 7 luglio 1815)
La battaglia di Grenoble si svolse il 6 luglio 1815 nel contesto della campagna di Lione e fu uno degli episodi che seguirono la disfatta francese di Waterloo, avvenuta il 18 giugno.

## La riconquista della Savoia dopo la battaglia di Waterloo
La Savoia fu occupata dai francesi tra il 1792 e il 1815. Il Regno di Sardegna tentò di opporsi alla invasione, ma perse il 13 settembre 1793 con i francesi nella battaglia di Méribel. Due terzi della Savoia però furono restituiti al Regno di Sardegna dopo la sconfitta nella battaglia di Lipsia di Napoleone Bonaparte, cui seguì la sua abdicazione, l'invio in esilio sull'isola d'Elba e la prima restaurazione del 1814.  Rimaneva però in mano francese all'incirca un terzo della regione, comprese le due città più importanti: Chambéry e Annecy.  Nei cento giorni di Napoleone, la regione lo accolse con grande esultanza nella sua marcia di ritorno a Parigi dall'esilio e ritornò sotto il controllo francese.
L'Armata d'Italia, composta da austro-piemontesi e comandata dal generale Johann Maria Philipp Frimont, era una delle cinque armate schierate contro Napoleone Bonaparte dalla settima coalizione (Regno Unito, Austria, Russia, Prussia, Paesi Bassi, Svezia, Regno di Sardegna e alcuni stati tedeschi). L'esercito piemontese era composto da 15 000 uomini al comando del generale Vittorio Sallier de la Tour.
Le truppe austro-sarde del generale Frimont riconquistarono l'Alta Savoia, mentre quelle del tenente maresciallo Ferdinand von Bubna und Littitz, che avevano varcato il colle del Moncenisio il 25 giugno, attaccarono la Savoia. Il 28 giugno le truppe austriache del generale Trenk e quelle piemontesi di Luigi Gabaleone di Salmour d'Andezeno cacciarono i francesi da Conflans e Hopital, due comuni che dal 1836 costituiscono la città di Albertville.
Mentre altre colonne austro-sarde avevano invaso la Provenza senza incontrare resistenza, le truppe austro-sarde comandate dal De la Tour si diressero verso la piazzaforte di Grenoble difesa da 70 cannoni, dove si era arroccato l'esercito francese, in difficoltà anche per gli avvicendamenti in corso nella linea di comando. Il 6 luglio, alla periferia di Grenoble i francesi vennero sconfitti dalle truppe guidate dal generale Alessandro Gifflenga e furono indotti a evacuare la città consentendo così il completamento della campagna di riconquista della Savoia.
Nei giorni successivi le truppe di Gifflenga avanzarono ancora in direzione di Parigi fino al Delfinato e nell'Isère, arrivando sino a Vienne, dove giunsero il 14 luglio.

## La carica dei Carabinieri
La battaglia di Grenoble rappresentò anche il primo impiego bellico dei Carabinieri Reali, istituiti dal Re di Sardegna Vittorio Emanuele I di Savoia un anno prima, il 13 luglio 1814, sul modello della gendarmeria francese. Uno squadrone di cavalleria  dei Carabinieri caricò le truppe francesi, mettendole in rotta e contribuendo in modo decisivo alla vittoria.